# Batalla de Fort Bull
La Batalla de Fort Bull  va ser un atac francès al fort britànic Fort Bull. Va tenir lloc el 27 de març de 1756, en el context de la guerra Franco-índia.
El tinent Gaspard Joseph Chaussegros de Léry va liderar un conjunt d'homes de la marina francesa, milicians canadencs i aliats indis en un atac contra Fort Bull el 27 de març. Escudats en els arbres, es van acostar durant cent metres cap al fort. De sobte, i en contra de les ordres, els indis van llançar el seu crit de guerra i van portar a de Léry a atacar el fort abans d'hora. Els seus homes van aconseguir introduir els seus mosquets per les escletxes del fort, disparant contra els sorpresos defensors. Léry va oferir diverses vegades la rendició als anglesos, fins que finalment la porta es va trencar i els seus soldats van entrar al fort, matant a tots els ocupants, saquejant tot el que van poder i finalment calant-hi foc.
Un caça-recompenses va avisar que s'acostava un grup britànic de suport des de Fort William i els francesos es van retirar amb alguns presoners. William Johnson, al capdavant dels reforços anglesos, va arribar massa tard i no va poder més de reportar la destrucció del fort.
El fort va ser reconstruït a 1756 i destruït pels anglesos aquell mateix any quan van rebre notícies que un grup francès s'acostava.